# Bogusław Olkowski
Bogusław Olkowski – doktor habilitowany w dziedzinie nauk rolniczych w dyscyplinie zootechnika. Profesor Uniwersytetu Przyrodniczo-Humanistycznego w Siedlcach. W latach 2011–2016 Dyrektor Instytutu Zootechniki i Rybactwa na tejże uczelni.

## Życiorys
W 1990 roku uzyskał stopień doktora nauk rolniczych w dyscyplinie zootechnika na podstawie rozprawy zatytułowanej "Ocena plonu roślin strączkowych na pasze zbieranych w trzech fazach dojrzałości" napisanej pod kierunkiem prof. dr hab. Mariana Wójciaka. Stopień doktora habilitowanego nauk rolniczych w dyscyplinie zootechnika uzyskał w 2010 roku na podstawie dzieła pt. "Efekty zastosowania nasion łubinu jako głównego źródła białka w diecie kurcząt brojlerów".

## Działalność naukowa
Jego działalność naukowa skupia się głównie wokół tematyki oceny  surowców/produktów paszowych i żywnościowych pochodzenia roślinnego oraz zwierzęcego w aspekcie poprawy ich wartości odżywczej i technologicznej, badania jakości białka, wpływu składników diety na produkcyjność i status zdrowotny zwierząt oraz zaburzeń metabolicznych i antyżywieniowym oddziaływaniu składników w aspekcie bezpieczeństwa pasz i żywności. Jest autorem wielu publikacji naukowych z tego zakresu w indeksowanych wydawnictwach naukowych znajdujących się w bazach Scopus i Web of Science. 

## Nagrody i odznaczenia
Odznaczony Medalem Złotym Za Długoletnią Służbę, Medalem za Zasługi dla Siedleckiej Uczelni oraz Odznaką honorową "Zasłużony dla Rolnictwa".